# Catedral de Santo Tomás Apóstol (Bellwood)
La Catedral de Santo Tomás Apóstol o Catedral de Mar Thoma Shleeha o más formalmente Catedral católica siro-malabar de Mar Thoma Shleeha (en inglés: Saint Thomas the Apostle Cathedral también escrito Mar Thoma Shleeha Cathedral) Es una catedral católica de rito Siro-Malabar situada en Bellwood, Illinois, Estados Unidos. Es el asiento para eparquía siro-malabar de Santo Tomás el Apóstol en Chicago (Eparchia Sancti Thomae Apostoli Chicagiensis Syrorum-Malabarensium o bien Syro-Malabar Catholic Eparchy of St. Thomas of Chicago) que fue creada en 2001 mediante la bula "Congregatio" del papa Juan Pablo II. La iglesia fue dedicada el 5 de julio de 2008 por el cardenal mar Varkey Vithaythil. La gruta en el complejo la catedral fue dedicada por mar George Alencherry en octubre de 2011.